# Caixa Cultural

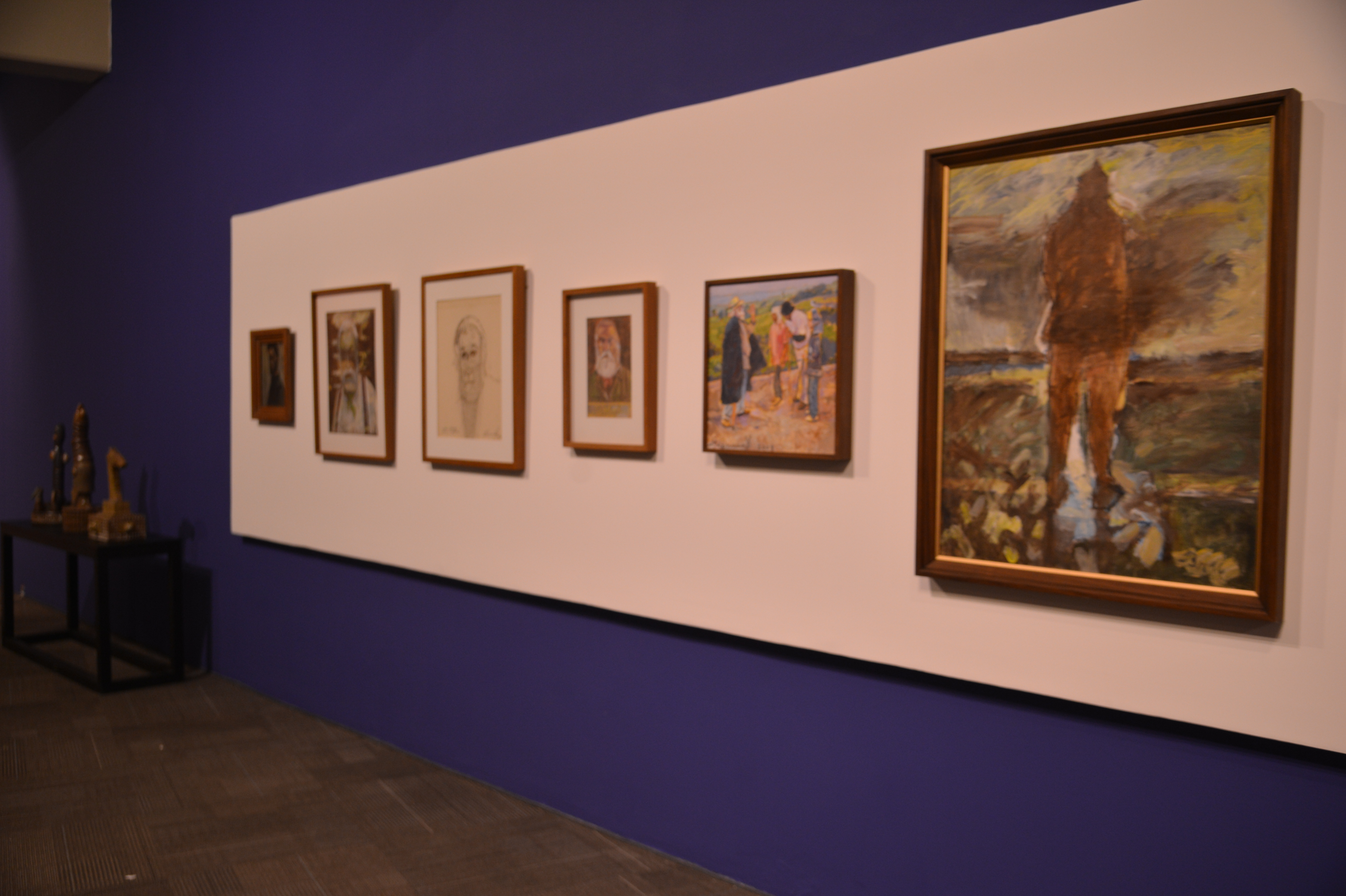
Exposição de Francisco Brennand na Caixa Cultural São Paulo, em 2017

A CAIXA Cultural é um programa da Caixa Econômica Federal que funciona como centro cultural em sete capitais do Brasil. Iniciou em 1980 em Brasília, na sede do banco, e posteriormente criou unidades em Curitiba, Fortaleza, São Paulo, Recife, Rio de Janeiro e Salvador.

## Histórico
Em 1980, a Caixa Econômica Federal estabeleceu a Caixa Cultural, inicialmente denominada de Conjunto Cultural da Caixa. Visava promover, divulgar e apoiar eventos, projetos e manifestações artísticas e culturais, nos campos das artes visuais, fotografia, teatro, dança e literatura, além de preservar o acervo do banco, especializado na memória da instituição e na história do sistema financeiro do Brasil. A unidade de Brasília foi a primeira inaugurada no âmbito deste programa.
Em 2018, as sete unidades da Caixa Cultural receberam 1,4 milhão de visitantes.

## Unidades
O projeto é encontrado nas seguintes cidades brasileiras:
| Foto                                             | Local                      | Descrição |
| ------------------------------------------------ | -------------------------- | --- |
| Apresentação na Caixa Cultural Brasília, em 2017 | Brasília, Distrito Federal | A Caixa Cultural Brasília foi o primeiro espaço cultural instituído pela Caixa, em 1980. Localiza-se no Setor Bancário Sul e possui cinco galerias, teatro, oficina, jardim e mais de 5.000 peças valiosas. Em 2016, uma exposição sobre Frida Kahlo registrou o maior público visitante da história da Caixa Cultural Brasília, de mais de 70 mil pessoas. |
|                                                  | Curitiba, Paraná           | A Caixa Cultural Curitiba mantém suas instalações no Corredor Cultural, no centro da cidade, próxima à Praça Santos Andrade. No edifício, há espaço de exposições com foyer e uma sacada, além de um teatro com capacidade para 125 pessoas, que abriga eventos de música, dança, teatro e cinema. |
| Edifício da Caixa Cultural Fortaleza             | Fortaleza, Ceará           | A Caixa Cultural Fortaleza foi estabelecida na Praia de Iracema, em frente ao Centro Cultural Dragão do Mar. Seu prédio anteriormente pertenceu a antiga Alfândega, tendo sido tombado pelo Instituto do Patrimônio Histórico e Artístico Nacional (Iphan). Foi inaugurada em 2012 e conta com cine-teatro com 181 lugares, galerias de arte, sala de ensaios, salas para oficinas, foyer e livraria, além de um jardim e espaços para convivência.                                        |
| Edifício da Caixa Cultural Recife                | Recife, Pernambuco         | A Caixa Cultural Recife foi inaugurada em 2012 em um edifício anteriormente pertencente a instituições financeiras, como bancos e a Bolsa de Valores de Pernambuco e Paraíba, localizado defronte ao Marco Zero, no Recife Antigo. Com área de 2.650m², o edifício foi tombado pelo Patrimônio Nacional em 1998. Possui dois pavimentos de galerias de arte, um teatro com 96 lugares, uma sala multimídia, duas salas para oficinas de arte-educação e amplo foyer.                       |
| Interior da Caixa Cultural Rio de Janeiro        | Rio de Janeiro, RJ         | A Caixa Cultural Rio de Janeiro situa-se no edifício-sede do banco, na Avenida Almirante Barroso. Foi inaugurada em 2006 e, em sua área de mais de 6.000m², abriga um teatro de arena, dois cinemas, quatro galerias de arte, salas de oficinas e ensaios. |
| Edifício da Caixa Cultural Salvador              | Salvador, Bahia            | A Caixa Cultural Salvador foi inaugurada em 1999 na Antiga Casa de Oração dos Jesuítas, um imóvel do século XVII que foi tombado pelo Iphan e posteriormente restaurado pelo banco. De acordo com sua administração, a Caixa Cultural Salvador "amplo calendário de eventos que contemplam exposições de diversos portes, performances musicais e teatrais, lançamentos de livros, oficinas, palestras além de um importante programa educativo voltado para as diversas camadas sociais." |
| Edifício da Caixa Cultural São Paulo             | São Paulo, SP              | A Caixa Cultural São Paulo foi instalada no Edifício Sé, antiga sede regional do banco, em 1989. A unidade mantém diversos objetos e documentos relacionados à história do banco e do sistema financeiro brasileiro, bem como espaços internos com ambientação de época e elementos originais conservados. Há diferentes espaços expositivos, sala de leitura, sala de oficinas e um auditório.                                                                                            |